# آبشار شیروان‌دره
آبشار شیروان دره در۳۰ کیلومتری جنوب شرقی شهرستان مشگین‌شهر در استان اردبیل و در دامنه جنوبی کوه آتشفشان سبلان در ارتفاع ۲۲۰۰ متری از سطح دریا با مساحتی در حدود ۷۵ کیلومتر مربع واقع شده‌است. آبشار منحصربفرد و زیبای دوقلوی شیروان دره شامل چشمه‌های آب معدنی است که در گوشه و کنار این دره به وفور دیده می‌شود. بعضی از این چشمه‌ها بر روی سطوح صخره‌ای این دره قرار گرفته‌اند که باعث ایجاد آبشار گردیده‌است. در بستر این دره چشمه‌هایی حاوی گوگرد فراوان وجود دارد که رسوب گوگرد از آب این چشمه‌ها بر روی سنگ‌های پیرامون مناظر زیبایی را به وجود آورده‌است.